# Bundestrainer Schwimmen
Als Bundestrainer Schwimmen wird im Schwimmsport der Trainer einer deutschen Nationalmannschaft bezeichnet. Im Deutschen Schwimm-Verband gibt es verschiedene Bundestrainerpositionen.

## Bundestrainer
Chef-Bundestrainer:
| Nr. | Name                              | von⁠          | bis⁠           |
| --- | --------------------------------- | ------------ | ------------- |
| 1   | Manfred Thiesmann                 | 1980         | Jun. 2008     |
| 2   | Dirk Lange                        | Dez. 2008    | 31. Dez 2011  |
| 3   | vakant                            | 1. Jan 2012  | 31. Dez 2012  |
| 4   | Henning Lambertz                  | 1. Jan 2013  | 20. Dez 2018  |
| 5   | Bernd Berkhahn und Hannes Vitense | 21. Jan 2019 | 31. Dez. 2022 |
| 6   | vakant                            | 1. Feb 2022  | 31. Mai 2025  |
| 7   | Dr. Carsten Görsdorf              | 1. Jun 2025  |               |

Langstrecken-Bundestrainer:
| Nr. | Name           | von⁠         | bis⁠ |
| --- | -------------- | ----------- | --- |
| 1   | Bernd Berkhahn | 1. Jan 2023 |     |

Kurz- und Mittelstrecken-Bundestrainer:
| Nr. | Name          | von⁠         | bis⁠          |
| --- | ------------- | ----------- | ------------ |
| 1   | vakant        | 1. Jan 2023 | 31. Dez 2024 |
| 2   | Stefan Wittky | 1. Jan 2025 |              |

Junioren-Bundestrainer:
| Nr. | Name           | von⁠          | bis⁠          |
| --- | -------------- | ------------ | ------------ |
| 1   | Achim Jedamsky | 2000         | Juli 2016    |
| 2   | Mitja Zastrow  | 1. Feb 2017  | 12/2020      |
| 3   | vakant         | 1. Jan 2021  | 31. Dez 2022 |
| 4   | Carsten Gooßes | 1. Jan. 2023 |              |

Nachwuchs-Bundestrainer:
| Nr. | Name            | von⁠          | bis⁠         |
| --- | --------------- | ------------ | ----------- |
| 1   | Carsten Grooßes | 1. Mai 2019  | 31.Dez 2022 |
| 2   | Hannes Vitense  | 1. Jan. 2023 |             |

Freiwasser-Chef-Bundestrainer:
| Nr. | Name                | von⁠         | bis⁠          |
| --- | ------------------- | ----------- | ------------ |
| 1   | Christian Bartsch   |             | Jul. 2008    |
| 2   | Stefan Lurz         | Aug 2008    | Feb 2021     |
| 3   | vakant              | Mär 2021    | 30. Apr 2022 |
| 4   | Constantin Depmeyer | 1. Mai 2022 | 31. Dez 2024 |
| 5   | vakant              | 1. Jan 2025 | 31. Mai 2025 |
| 6   | Bernd Berkhahn      | 1. Jun 2025 |              |

Freiwasser-Nachwuchs-Bundestrainer:
| Nr. | Name                | von⁠         | bis⁠          |
| --- | ------------------- | ----------- | ------------ |
| 1   | Constantin Depmeyer | 1. Jun 2019 | Apr. 2022    |
| 2   | vakant              | Mai 2022    | 31. Dez 2022 |
| 2   | Olaf Bünde          | 1. Jan 2023 | 31. Dez 2024 |
| 3   | vakant              | 1. Jan 2025 | 31. Mai 2025 |
| 4   | Stephen Bibow       | 1. Jun 2025 |              |